# شکربی
شکربی (به ترکی آذربایجانی: Şəkərbəy) یک روستا در جمهوری آذربایجان است که در شهرستان گدابیگ واقع شده‌است. شکربی ۳٬۰۱۲ نفر جمعیت دارد.